# Los Hoyos (Cantabria)
Los Hoyos es una localidad del municipio de Valle de Villaverde (Cantabria, España). En el año 2008 contaba con una población de 10 habitantes (INE). La localidad se encuentra a 400 metros de altitud sobre el nivel del mar, y a 4 kilómetros de la capital municipal, La Matanza.
- Datos: Q5979808